# Великанович, Иван
Иван Велика́нович (хорв. Ivan Velikanović ; 7 августа 1723, Славонски-Брод — 1803, Вуковар) — хорватский духовный писатель, драматург, философ, богослов, педагог. Францисканец.

## Биография
В 1740 году стал монахом Францисканского ордена миноритов. Изучал философию (1741—1744), теологию (1744—1747) в университете Болоньи, после окончания которого в 1751—1754 преподавал философию, а затем теологию (1756—1766) в главной духовной семинарии в Осиеке. В 1768—1771 и 1774—1778 был там деканом.
Обязанности провинциала (руководителя) ордена францисканцев исполнял в 1771—1774 годах, а с 1778 года до своей смерти служил приходским священником в Вуковаре. Занимал разные церковные должности сперва на родине, а потом в Риме.
Автор ряда изданных богословских трудов на латинском и хорватском языках, а также остававшихся в рукописях, которые были напечатаны его учениками, опубликованных работ. В них Иван Велика́нович создал новый образ иллирийских, славонско-дунайских францисканцев.

## Избранные сочинения
Духовные драмы
- «Prikazanje raspuštene kčeri, velike poslije pokornice svete Margarite iz Kortone» (Осиек, 1780);
- «Sveta Suzana, divica i mučenica, Dalmatinska aliti Slovinka, pod Doioklecijanom, rimskim cesarom, mučena» (Будим, 1783);
- «Uputjena Katolicsanska» (1787);
- «Sveta Terezija, za prikazu u jezik talijanski složena iu ilirički privedena» (Осиек, 1803);
- «Promišljanja po nedljah svete korizme» (Осиек, 1778);

Переводы
- «Upućenja katoličanska» (2 тома, перевод с французского Франсуа Пежо, Осиек 1787—1788);
- «Život majke Božje od Marije Agridske» (Печ, 1773).

Кроме того, издал устав ордена Святого Франциска в славянском переводе.